# نامه به افسسیان
معرفی نامهٔ پولُس رسول به افسسیان
برخلاف شماری چند از نامه‌های پولُس، نامه به افسسیان برای اصلاح عقیدهای نادرست یا مقابله با بدعت نوشته نشده‌است. هدف این رساله آن است که افق دید ایمانداران را درباره نقشه ازلی و ابدی خدا و فیض او گسترش دهد تا ایشان اهداف عالی خدا را برای کلیسایش بشناسند.
پولُس بیان می‌دارد که قصد خدا آن است که همه‌چیز را، خواه در آسمان و خواه بر زمین، تحت فرمان مسیح گردآورد (۱:۱۰). او این موضوع را در سه فصل نخست رساله به‌تفصیل شرح و بسط می‌دهد. پولُس نشان می‌دهد که طرح و برنامهٔ خدا آن است که یهود و غیریهود، هر دو در میراث الهی و در بدن مسیح شریک باشند. سپس، در سه فصل بعدی، از مسیحیان می‌خواهد که به‌شایستگی این مقام رفتار کنند.
پولُس برای به‌تصویر کشیدن مفهوم اتحاد یهود و غیریهود در بدن مسیح، از صنایع بدیع استفاده می‌کند. او کلیسا را به بدنی تشبیه می‌کند که مسیح سَرِ آن است، یا به عمارتی که مسیح سنگِ اصلی آن است. و باز در جایی دیگر از رساله، کلیسا را به زوجه مسیح تشبیه می‌کند. نویسنده با تعمق پیرامون فیض خدا در مسیح، چنان در بیان استدلال خود اوج می‌گیرد که هر لحظه بر شکوه و عظمت عباراتش افزوده می‌شود. بواقع، همه‌چیز در پرتو محبت، فداکاری، بخشش، فیض و قدّوسیت مسیح جلوه‌ای خاص به خود می‌گیرد.

## تقسیم‌بندی کلّی
۱ - مقدمه (۱:۱-۲)
۲ - مسیح و کلیسا (۱:۳ تا ۳:۲۱)
۳ - زندگی تازه در مسیح (۴:۱ تا ۶:۲۰)
۴ - بخش پایانی (۶:۲۱-۲۴)